# Burgstall Steinbürg
Der Burgstall Steinbürg ist der Rest einer abgegangenen Höhenburg, etwa einen Kilometer südöstlich der Einöde Forsthaus, eines Gemeindeteils der Gemeinde Iphofen im Landkreis Kitzingen in Bayern, Deutschland. Über diese Burg sind keine geschichtlichen oder archäologischen Informationen bekannt. Sie wird grob als mittelalterlich datiert. Als einzige Reste der früheren Burg haben sich zwei Gräben erhalten. Heute ist die Stelle als Bodendenkmal D-6-6328-0001 „Mittelalterlicher Burgstall "Steinbürg"“ vom Bayerischen Landesamt für Denkmalpflege erfasst.

## Geografische Lage
Die heute vollständig bewaldete Burgstelle liegt auf 426 m ü. NHN Höhe am Westende eines schmalen und langgezogenen Bergrückens. Die Burgstelle auf einer Spornkuppe ist durch eine natürliche Einsattelung vom restlichen Berg getrennt. Auf drei Seiten fällt diese Kuppe steil ab.

## Beschreibung
Der einteilige Burgstall ist von ovaler Form mit einer Länge von 63 Meter und einer Breite von 28 Meter. Die Längsachse der Burgstelle verläuft von Nordosten nach Südwesten. Um die gesamte Anlage verläuft eine Befestigung, die aus einer Absteilung des Hanges bestand. An der Ost- sowie an der Westseite wurde die Burg zusätzlich durch je einen drei Meter breiten und noch einen halben Meter tiefen Graben von einer Annäherung geschützt.